# Abbaye de Buildwas
L'abbaye de Buildwas située sur les bords du fleuve Severn à Buildwas, dans le Shropshire, Angleterre, et à 3 km à l'ouest du Iron Bridge, est une ancienne abbaye cistercienne.

## Histoire
L'abbaye de Buildwas, dédiée à Notre-Dame et saint Chad, est fondée en 1135 par Roger de Clinton, évêque de Coventry de 1129 à 1148 et neveu de Geoffrey de Clinton et appartient à la filiation de Savigny. 
Le monastère est initialement habité par une petite communauté de moines de l'abbaye de Furness, dans le Cumbria et la pierre qui a servi à sa construction a été extraite de la ville voisine de Broseley.
En 1147, Savigny s'affilie à Clairvaux et les religieux de son ordre adoptent l'habit et les règles des cisterciens. 
Buildwas n'a pas connu un développement comparable aux autres abbayes cisterciennes ; ainsi, les bâtiments relatifs à la vie économique sont ceux destinés à une petite communauté de moines. Sa principale ressource est le péage du pont sur le fleuve Severn. 
La situation de l'abbaye, proche de la frontière galloise, est, entre autres, l'une des causes de son histoire mouvementée. Les princes gallois et leurs disciples ont régulièrement pillé l'abbaye ; ainsi, en 1406, des brigands venus de Powys ont ravagé le monastère et même enlevé le père abbé. Un autre évènement important et interne à l'abbaye, est l'assassinat, en 1342 du père abbé, pour lequel un moine de Buildwas, Thomas Tong, est soupçonné. Peut-être innocent, ce moine échappe à la justice jusqu'à l'obtention d'une lettre papale demandant sa réintégration dans l'ordre cistercien. 

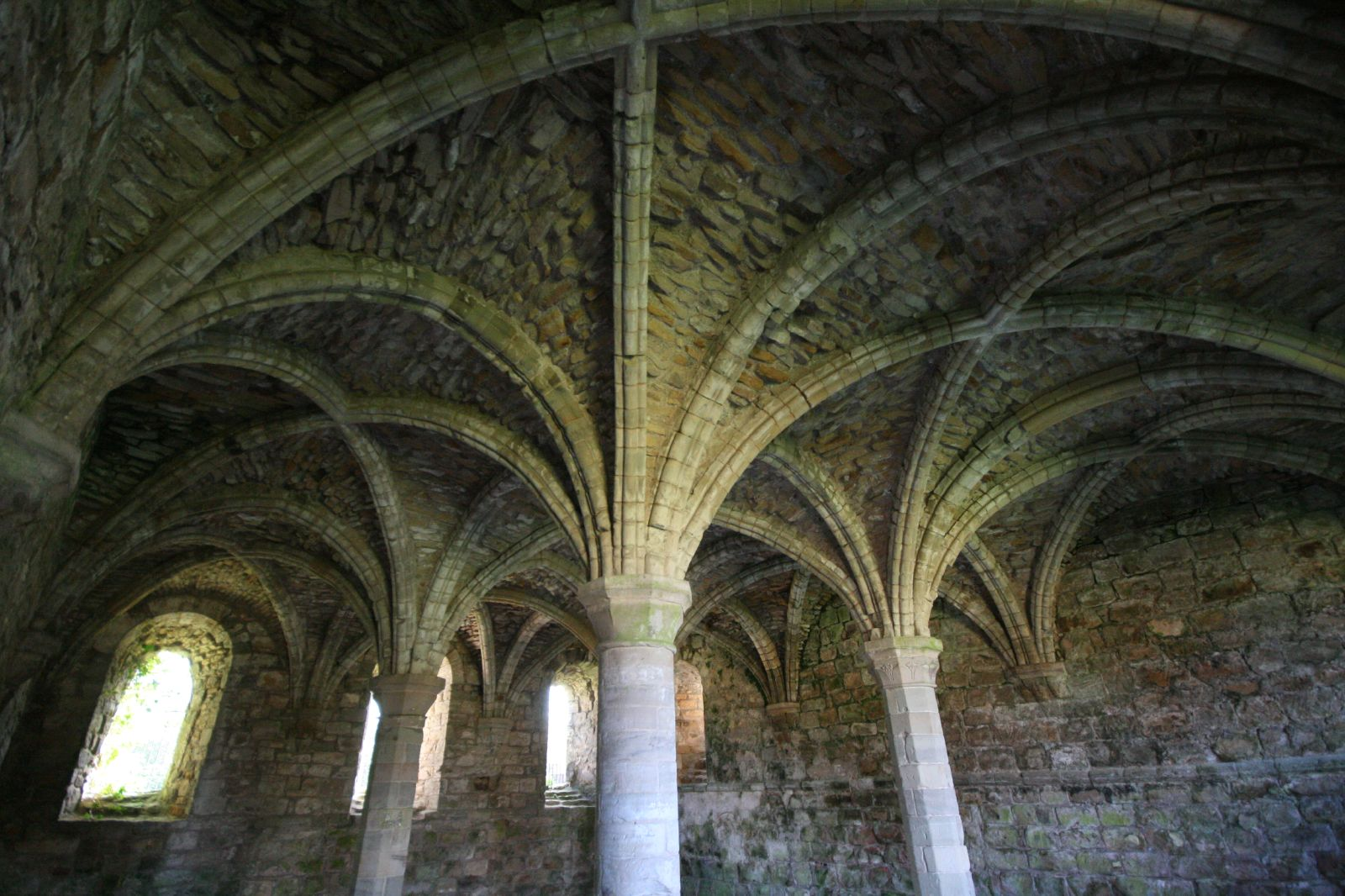
La salle du chapitre

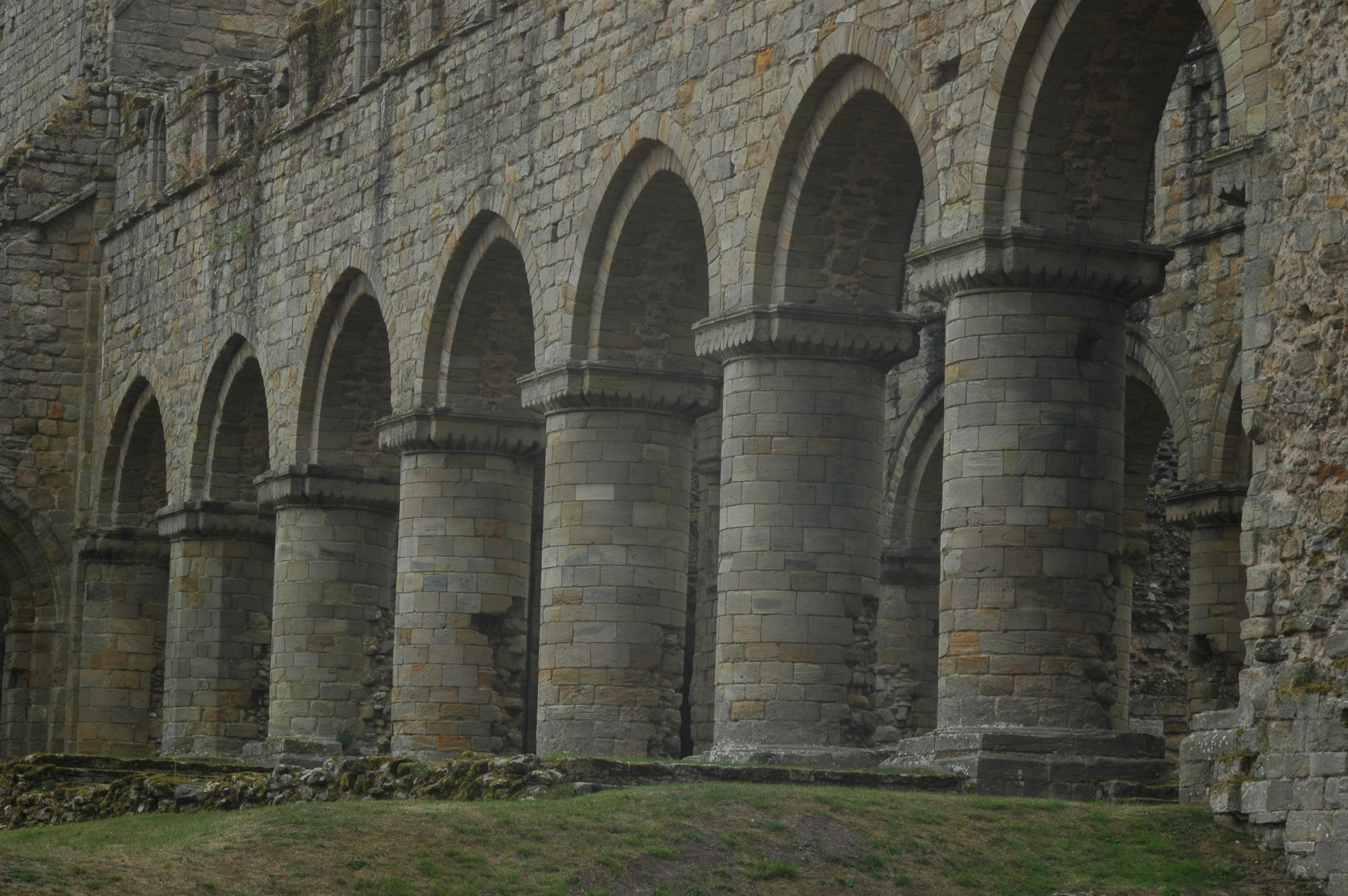
Colonnes de la nef

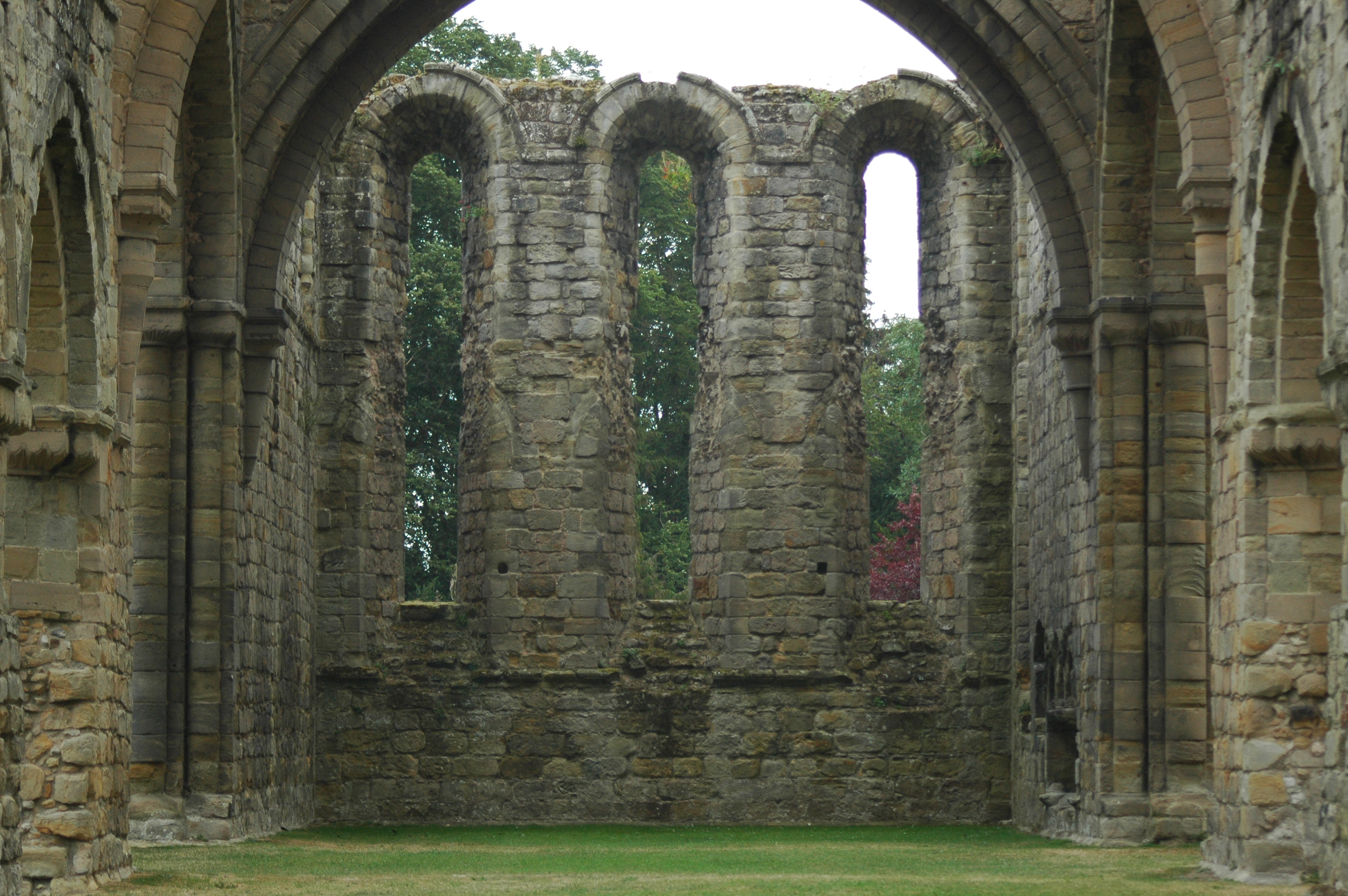
Le chœur

## Dissolution
L'abbaye de Buildwas, qui compte alors 12 moines, est dissoute en 1536 par le roi Henri VIII lors de la dissolution des monastères et le domaine est cédé à lord Powis.

## Vestiges

### Église abbatiale
Le plan bernardin typique de l'église est celui de l'abbaye de Fontenay. La nef, d'une longueur de 52 m, terminée par un chœur à chevet plat percé de trois fenêtres, est composée de sept travées, bordée de robustes colonnes cylindriques et, de chaque côté, d'un collatéral très étroit. Le transept, à deux chapelles latérales, mesure 22 m et, à sa croisée, une tour, large et basse, a été construite, comme dans de nombreuses autres abbayes cisterciennes anglaises, malgré l'interdiction édictée par le Chapitre Général cistercien. L'église est aujourd'hui complètement dépourvue de couverture mais était couverte d'un plafond de bois.

### Salle capitulaire (ou chapitre)
En raison de la dénivellation du terrain, la salle capitulaire se trouve  en léger contrebas de l'église et l'accès se fait par une porte en plein cintre à triple rouleau, flanquée de part et d'autre d'une baie simple. La salle possède de très belles voûtes en croisées d’ogives dont les nervures retombent sur des culots engagés et quatre piliers, deux cylindriques et deux octogonaux, aux chapiteaux ornés de feuilles d'eau.

### Parloir
Voisin de la salle capitulaire, il se compose de deux travées voûtées d'ogive.

## Histoire plus récente
Le logis abbatial et l'infirmerie, située à l'est du cloître, ont été  convertis en maison privée au XVIIe siècle pour la famille Acton Moseley. 
Les bâtiments sauvegardés sont désormais placés sous l'égide de l'English Heritage et sont ouverts au public. Ils sont considérés parmi les meilleurs exemples préservés des abbayes cisterciennes anglaises du XIIe siècle.

## Sources
- L'art cistercien hors de France, du Père M.-Anselme Dimier, traduction anglaise de Paul Veyriras et Marie-Thérèse Blanchon, traduction allemande de Hilaire de Vos, photographies de Zodiaque, La Pierre-qui-Vire, 1971, pp 137-180
- Les abbayes cisterciennes en France et en Europe, de Henri Gaud (photographies) et Jean-François Leroux-Dhuys (textes), Paris : Place des Victoires, 1998, pp. 158-159  (ISBN 978-2-84459-000-8)